# Serra de Comiols
La Serra de Comiols és una serra bàsicament del terme municipal d'Artesa de Segre, a la comarca de la Noguera, però que és fronterera i s'estén uns metres cap a dins del Pallars Jussà, en els termes d'Isona i Conca Dellà (antic terme de Benavent de Tremp) i de Gavet de la Conca (antic terme de Sant Salvador de Toló). A més, en bona part és la serra que separa les dues comarques suara esmentades.
És, a més, l'extrem de llevant del Montsec de Rúbies, amb el qual connecta a la zona de la Mare de Déu de Bonrepòs. El seu extrem sud-oest és a l'enclavament de Montadó, pertanyent a Benavent de Tremp (actualment, terme d'Isona i Conca Dellà), des d'on marca un arc cap al nord-est per adreçar-se en el tram final sempre cap al nord-est, fins a arribar al Coll de Comiols, on enllaça amb la serra del Roc de Benavent, també cap al nord-est. Els seus serrats tributaris surten cap al sud, ja dins de la comarca de la Noguera.
En el punt més alt de la serra, molt proper al Coll de Comiols, hi ha unes antenes de telecomunicacions que enllacen el Pallars Jussà amb la Noguera i la resta del país. La Serra de Comiols és també el lloc de pas de nombroses línies de transport d'energia hidroelèctrica.